# Makron Books
Makron Books é uma editora brasileira fundada por Milton Mira de Assumpção Filho em 1990 a partir da aquisição da integralidade das ações da subsidiária brasileira da editora McGraw-Hill, da qual Milton detinha 60% das ações desde 1984.
A editora Makron Books ganhou o Troféu HQ Mix de 1996 pelo livro "Desvendando os quadrinhos", de Scott McCloud.
Em 2000, a editora foi comprada pela britânica Pearson Education.